# PrettyPrint
PrettyPrint ist eine Funktion mancher grafikfähiger Taschenrechner von Texas Instruments, die eine „echte“ Darstellung von mathematischen Funktionen erlaubt, sodass zum Beispiel Brüche tatsächlich als zwei Zahlen übereinander dargestellt werden können.
Prettyprint lässt sich auf jedem Taschenrechner, der es unterstützt (z. B. TI-30x MultiView, TI-89, TI-92, TI-92Plus, Voyage 200, TI-Nspire) in den Systemeinstellungen (TI-Nspire) bzw. über das MODE-Menü ein- und ausschalten. Der TI-84 Plus unterstützt PrettyPrint seit Version 2.53MP des Betriebssystems, hier heißt die Funktion allerdings MathPrint.

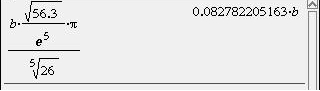
Darstellung von PrettyPrint auf einem TI-Nspire CAS-Taschenrechner.

Beispiel 1: 46/78^2 wird zu
{\displaystyle {\frac {46}{78^{2}}}}
Beispiel 2: {\displaystyle {\sqrt {}}(25)} wird zu
{\displaystyle {\sqrt {25}}}

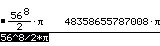
PrettyPrint auf einem Taschenrechner vom Typ TI-89

Die Eingabe der Rechnungen muss auf manchen Rechnern, beispielsweise TI-89 oder TI-92 jedoch weiter im linearen Format  ({\displaystyle 1/2,{\sqrt {}}(25)}) erfolgen – im Gegensatz zu bestimmten anderen wissenschaftlichen Taschenrechnern, wie zum Beispiel dem Casio fx-991ES, auf dem neben der Ausgabe auch die Eingabe im „reellen“ Format möglich ist, hier heißt die Funktion Natural Textbook Format. Auf dem TI-Nspire sowie dem TI-30 Multi View erfolgt jedoch auch die Eingabe in PrettyPrint. Auch MathPrint auf TI-84-Rechnern ab Betriebssystem 2.53MP ermöglicht die Eingabe in diesem Format. Allerdings wird dabei die Performance beeinflusst.

## Belege
1. ↑  Download des Programms auf www.ticalc.org, abgerufen am 30. Juni 2012
2. ↑  education.ti.com/educationportal/downloadcenter (Memento vom 10. Februar 2010 im Internet Archive) (englisch), abgerufen am 30. Juni 2012